# افعل شيئا
«افعل شيئاً» أو «دو سامثنج» (بالإنجليزية: "Do Somethin") هي أغنية للمغنية الأمريكية بريتني سبيرز، من ألبومها التجميعي الأول أفضل الأعمال: امتيازي. أصدرت تسجيلات جايف الأغنية منفردة في 14 فبراير، 2005 كثاني وآخر أغنية منفردة من الألبوم عالمياً بإستثناء شمال أمريكا.
«افعل شيئاً» هي أغنية بوب راقص مع استخدام القيثارات الكهربائية ونوع من موسيقى الروك، وتتحدث عن إمضاء وقت ممتع دون الاهتمام لرأي الآخرين. نالت الأغنية نقداً جيداً وعلى الرغم من عدم إصدارها رسمياً في الولايات المتحدة، فقد دخلت قوائم السباقات في أستراليا، الدنمارك، السويد والمملكة المتحدة. وإحتلت المركز 100 ضمن قائمة أفضل 100 أغنية بالبيلبورد وكانت من أفضل الأغاني المنفردة مبيعاً في أستراليا وبلجيكا في 2005.
في الفيديو المرافق للأغنية، تظهر سبيرز مع أربع من أصدقائها يرقصن ويؤدين في ملهى ليلي، أدت سبيرز الأغنية في جولتا «السيرك بطولة بريتني سبيرز» و «بريتني: قطعة مني».